# Hackeo a la UAB de 2021
El hackeo a la UAB de 2021 fue un ataque cibernético en la Universidad Autónoma de Barcelona que tuvo lugar el 11 de octubre del 2021.

## Hackeo
Mediante dicho hackeo se robaron datos confidenciales de la Universidad, y se amenazó con difundirlos. El 22 de octubre de 2021, (once días después),  se especuló que el mismo duraría hasta finales de año. El 25 de octubre todavía seguía afectando a la universidad, y un mes después el Rector anunció que conocía como pararlo. La conexión a internet no volvió hasta 2022. Se pidió un rescate de tres millones de euros por los datos.